# Fases preliminares da Copa Libertadores da América de 2018
As fases preliminares da Copa Libertadores da América de 2018 foram disputadas entre 22 de janeiro e 22 de fevereiro. Consistiu de três fases eliminatórias, onde ao final da terceira os vencedores classificaram-se para a fase de grupos.
As equipes se enfrentaram em jogos eliminatórios de ida e volta, classificando-se a que somasse o maior número de pontos. Em caso de igualdade em pontos, a regra do gol marcado como visitante seria utilizada para o desempate. Persistindo o empate, a vaga seria definida em disputa por pênaltis.

## Primeira fase
A primeira fase foi disputada entre os dias 22 e 26 de janeiro por seis equipes provenientes de Bolívia, Equador, Paraguai, Peru, Uruguai e Venezuela. Os confrontos desta fase foram definidos através de sorteio.
| Chave | Equipe 1             | Total    | Equipe 2          | Ida | Volta |
| ----- | -------------------- | -------- | ----------------- | --- | ----- |
| E1    | Montevideo Wanderers | 0–2      | Olimpia           | 0–0 | 0–2   |
| E2    | Macará               | 1–1 (gf) | Deportivo Táchira | 1–1 | 0–0   |
| E3    | Oriente Petrolero    | 3–3 (gf) | Universitario     | 2–0 | 1–3   |

Todas as partidas estão no horário local.

### Chave E1
| 22 de janeiro | Montevideo Wanderers | 0 – 0     | Olimpia | Estádio Luis Franzini, Montevidéu                               |
| 19:15 (UTC−3) |                      | Relatório |         | Público: 4 000[carece de fontes?] Árbitro: BRA Anderson Daronco |

| 26 de janeiro | Olimpia                   | 2 – 0     | Montevideo Wanderers | Estádio Defensores del Chaco, Assunção                             |
| 20:15 (UTC−3) | Camacho 55' · Giménez 87' | Relatório |                      | Público: 33 376[carece de fontes?] Árbitro: ARG Fernando Rapallini |

Olimpia venceu por 2–0 no placar agregado.

### Chave E2
| 22 de janeiro | Macará    | 1 – 1     | Deportivo Táchira | Estádio Bellavista, Ambato                                   |
| 18:00 (UTC−5) | Patta 16' | Relatório | Pérez Greco 68'   | Público: 14 000[carece de fontes?] Árbitro: COL Andrés Rojas |

| 26 de janeiro | Deportivo Táchira | 0 – 0     | Macará | Polideportivo de Pueblo Nuevo, San Cristóbal                    |
| 20:15 (UTC−4) |                   | Relatório |        | Público: 8 000[carece de fontes?] Árbitro: PER Michael Espinoza |

1–1 no placar agregado, Deportivo Táchira avançou pela regra do gol fora de casa.

### Chave E3
| 22 de janeiro | Oriente Petrolero         | 2 – 0     | Universitario | Estádio Ramón Tahuichi Aguilera, Santa Cruz                 |
| 21:15 (UTC−4) | Sánchez 27' · Freitas 79' | Relatório |               | Público: 21 500[carece de fontes?] Árbitro: ECU Carlos Orbe |

| 26 de janeiro | Universitario              | 3 – 1     | Oriente Petrolero | Estádio Monumental, Lima                                         |
| 20:45 (UTC−5) | Corzo 7', 60' · Chávez 65' | Relatório | Paredes 84'       | Público: 17 000[carece de fontes?] Árbitro: URU Esteban Ostojich |

3–3 no placar agregado, Oriente Petrolero avançou pela regra do gol fora de casa.

## Segunda fase
A segunda fase foi disputada entre os dias 30 de janeiro e 8 de fevereiro por 16 equipes, sendo 13 delas provenientes de todas as dez associações sul-americanas, mais os três vencedores da fase anterior. Os confrontos desta fase foram definidos através de sorteio.
| Chave | Equipe 1                  | Total    | Equipe 2                | Ida | Volta |
| ----- | ------------------------- | -------- | ----------------------- | --- | ----- |
| C1    | Deportivo Táchira         | 2–3      | Santa Fe                | 2–3 | 0–0   |
| C2    | Chapecoense               | 0–2      | Nacional                | 0–1 | 0–1   |
| C3    | Oriente Petrolero         | 3–4      | Jorge Wilstermann       | 1–2 | 2–2   |
| C4    | Carabobo                  | 1–6      | Guaraní                 | 1–0 | 0–6   |
| C5    | Olimpia                   | 2–3      | Junior de Barranquilla  | 1–0 | 1–3   |
| C6    | Universidad de Concepción | 0–6      | Vasco da Gama           | 0–4 | 0–2   |
| C7    | Banfield                  | 3–3 (gf) | Independiente del Valle | 1–1 | 2–2   |
| C8    | Santiago Wanderers        | 2–1      | Melgar                  | 1–1 | 1–0   |

Todas as partidas estão no horário local.

### Chave C1
| 1 de fevereiro | Deportivo Táchira          | 2 – 3     | Santa Fe                     | Polideportivo de Pueblo Nuevo, San Cristóbal                     |
| 18:15 (UTC−4)  | Granados 10' · Almirón 21' | Relatório | Morelo 6', 50' · Tesillo 30' | Público: 10 000[carece de fontes?] Árbitro: URU Daniel Fedorczuk |

| 8 de fevereiro | Santa Fe | 0 – 0     | Deportivo Táchira | Estádio El Campín, Bogotá                                       |
| 19:00 (UTC−5)  |          | Relatório |                   | Público: 9 668[carece de fontes?] Árbitro: BRA Anderson Daronco |

Santa Fe venceu por 3–2 no placar agregado.

### Chave C2
| 31 de janeiro | Chapecoense | 0 – 1     | Nacional   | Arena Condá, Chapecó                          |
| 21:45 (UTC−2) |             | Relatório | Romero 73' | Público: 11 367 Árbitro: ARG Patricio Loustau |

| 7 de fevereiro | Nacional  | 1 – 0     | Chapecoense | Estádio Gran Parque Central, Montevidéu                             |
| 20:45 (UTC−3)  | Romero 5' | Relatório |             | Público: 30 000[carece de fontes?] Árbitro: PAR Mario Díaz de Vivar |

Nacional venceu por 2–0 no placar agregado.

### Chave C3
| 1 de fevereiro | Oriente Petrolero | 1 – 2     | Jorge Wilstermann                       | Estádio Ramón Tahuichi Aguilera, Santa Cruz                     |
| 20:30 (UTC−4)  | Áñez 37'          | Relatório | Lucas Gaúcho 63' (pen) · Serginho 90+2' | Público: 19 000[carece de fontes?] Árbitro: COL Gustavo Murillo |

| 8 de fevereiro | Jorge Wilstermann         | 2 – 2     | Oriente Petrolero | Estádio Olímpico Patria, Sucre                                 |
| 20:30 (UTC−4)  | Serginho 21' · Meleán 39' | Relatório | Freitas 58', 83'  | Público: 10 000[carece de fontes?] Árbitro: ARG Germán Delfino |

Jorge Wilstermann venceu por 4–3 no placar agregado.

### Chave C4
| 30 de janeiro | Carabobo | 1 – 0     | Guaraní | Estádio Metropolitano, Mérida                              |
| 18:15 (UTC−4) | Mago 18' | Relatório |         | Público: 1 000[carece de fontes?] Árbitro: BOL Gery Vargas |

| 6 de fevereiro | Guaraní                                                               | 6 – 0     | Carabobo | Estádio Defensores del Chaco, Assunção                       |
| 19:15 (UTC−3)  | Morel 2', 39' · Bogarín 46' · Imperiale 53' · Gamarra 70' · Marín 87' | Relatório |          | Público: 5 000[carece de fontes?] Árbitro: BRA Raphael Claus |

Guaraní venceu por 6–1 no placar agregado.

### Chave C5
| 1 de fevereiro | Olimpia        | 1 – 0     | Junior de Barranquilla | Estádio Defensores del Chaco, Assunção                           |
| 21:30 (UTC−3)  | Santa Cruz 36' | Relatório |                        | Público: 32 743[carece de fontes?] Árbitro: BRA Luiz de Oliveira |

| 8 de fevereiro | Junior de Barranquilla                     | 3 – 1     | Olimpia     | Estádio Metropolitano, Barranquilla                              |
| 21:15 (UTC−5)  | González 30' · Ruiz 57' · T. Gutiérrez 74' | Relatório | Camacho 44' | Público: 15 604[carece de fontes?] Árbitro: ARG Patricio Loustau |

Junior Barranquilla venceu por 3–2 no placar agregado.

### Chave C6
| 31 de janeiro | Universidad de Concepción | 0 – 4     | Vasco da Gama                                  | Estádio Municipal, Concepción                                   |
| 20:45 (UTC−3) |                           | Relatório | Evander 2', 15' · Yago Pikachu 78' · Rildo 81' | Público: 11 455[carece de fontes?] Árbitro: URU Leodán González |

| 7 de fevereiro | Vasco da Gama                  | 2 – 0     | Universidad de Concepción | Estádio São Januário, Rio de Janeiro     |
| 21:45 (UTC−2)  | Paulinho 5' · Yago Pikachu 41' | Relatório |                           | Público: 11 424 Árbitro: VEN José Argote |

Vasco da Gama venceu por 6–0 no placar agregado.

### Chave C7
| 30 de janeiro | Banfield            | 1 – 1     | Independiente del Valle | Estádio Florencio Sola, Banfield                           |
| 21:30 (UTC−3) | Cvitanich 70' (pen) | Relatório | Barreiro 90+1' (pen)    | Público: 12 000[carece de fontes?] Árbitro: PER Diego Haro |

| 6 de fevereiro | Independiente del Valle    | 2 – 2     | Banfield                  | Estádio Olímpico Atahualpa, Quito                           |
| 19:30 (UTC−5)  | Barreiro 28' · B. Arce 64' | Relatório | Dátolo 23' · Sperduti 90' | Público: 10 000[carece de fontes?] Árbitro: PAR Éber Aquino |

3–3 no placar agregado, Banfield avançou pela regra do gol fora de casa.

### Chave C8
| 30 de janeiro | Santiago Wanderers | 1 – 1     | Melgar       | Estádio Elías Figueroa Brander, Valparaíso                    |
| 21:30 (UTC−3) | Viotti 1'          | Relatório | Cuesta 45+2' | Público: 7 500[carece de fontes?] Árbitro: VEN Alexis Herrera |

| 6 de fevereiro | Melgar | 0 – 1     | Santiago Wanderers | Estádio Monumental da UNSA, Arequipa                           |
| 19:30 (UTC−5)  |        | Relatório | Medel 44'          | Público: 7 500[carece de fontes?] Árbitro: BRA Ricardo Marques |

Santiago Wanderers venceu por 2–1 no placar agregado.

## Terceira fase
A terceira fase foi disputada entre 13 de fevereiro a 22 de fevereiro pelas oito equipes vencedoras da fase anterior. Os cruzamentos foram predeterminados, sendo que a equipe de melhor ranking realizou o jogo de volta em casa. Os vencedores de cada confronto se classificaram à fase de grupos.
| Chave | Equipe 1               | Total       | Equipe 2          | Ida | Volta |
| ----- | ---------------------- | ----------- | ----------------- | --- | ----- |
| G1    | Santiago Wanderers     | 1–5         | Santa Fe          | 1–2 | 0–3   |
| G2    | Banfield               | 2–3         | Nacional          | 2–2 | 0–1   |
| G3    | Vasco da Gama          | 4–4 (3–2 p) | Jorge Wilstermann | 4–0 | 0–4   |
| G4    | Junior de Barranquilla | 1–0         | Guaraní           | 1–0 | 0–0   |

Todas as partidas estão no horário local.

### Chave G1
| 13 de fevereiro | Santiago Wanderers | 1 – 2     | Santa Fe              | Estádio Elías Figueroa Brander, Valparaíso                  |
| 21:30 (UTC−3)   | Cerezo 86'         | Relatório | Morelo 29', 36' (pen) | Público: 10 575[carece de fontes?] Árbitro: VEN José Argote |

| 20 de fevereiro | Santa Fe                      | 3 – 0     | Santiago Wanderers | Estádio El Campín, Bogotá                                      |
| 19:30 (UTC−5)   | Morelo 18', 71' · Tesillo 78' | Relatório |                    | Público: 7 443[carece de fontes?] Árbitro: PER Víctor Carrillo |

Santa Fe venceu por 5–1 no placar agregado.

### Chave G2
| 14 de fevereiro | Banfield                      | 2 – 2     | Nacional                   | Estádio Florencio Sola, Banfield                                |
| 19:00 (UTC−3)   | Bertolo 57' · Cvitanich 90+2' | Relatório | Fernández 49' · Espino 81' | Público: 18 000[carece de fontes?] Árbitro: PAR Enrique Cáceres |

| 21 de fevereiro | Nacional     | 1 – 0     | Banfield | Estádio Gran Parque Central, Montevidéu                      |
| 21:45 (UTC−3)   | Zunino 90+4' | Relatório |          | Público: 20 000[carece de fontes?] Árbitro: BRA Sandro Ricci |

Nacional venceu por 3–2 no placar agregado.

### Chave G3
| 14 de fevereiro | Vasco da Gama                                              | 4 – 0     | Jorge Wilstermann | Estádio São Januário, Rio de Janeiro            |
| 21:45 (UTC−2)   | Paulão 17' · Paulinho 40' · Yago Pikachu 87' · Rildo 90+3' | Relatório |                   | Público: 10 919 Árbitro: ARG Fernando Rapallini |

| 21 de fevereiro | Jorge Wilstermann                         | 4 – 0     | Vasco da Gama | Estádio Olímpico Patria, Sucre                                |
| 20:45 (UTC−4)   | Zenteno 5', 70' · Pedriel 6' · Chávez 16' | Relatório |               | Público: 10 000[carece de fontes?] Árbitro: COL Wilmar Roldán |

|                                             |       | Penalidades                                 |  |
| Lucas Gaúcho Melgar Meleán Ortiz Alex Silva | 2 – 3 | Ríos Yago Pikachu Desábato Wellington Rildo |  |

4–4 no placar agregado, Vasco da Gama venceu por 3–2 na disputa de pênaltis.

### Chave G4
| 15 de fevereiro | Junior de Barranquilla | 1 – 0     | Guaraní | Estádio Metropolitano, Barranquilla                             |
| 17:15 (UTC−5)   | Chará 80'              | Relatório |         | Público: 14 617[carece de fontes?] Árbitro: URU Leodán González |

| 22 de fevereiro | Guaraní | 0 – 0     | Junior de Barranquilla | Estádio Defensores del Chaco, Assunção                        |
| 21:30 (UTC−3)   |         | Relatório |                        | Público: 10 000[carece de fontes?] Árbitro: ARG Néstor Pitana |

Junior Barranquilla venceu por 1–0 no placar agregado.